# Strimmig bärpickare
Strimmig bärpickare (Melanocharis striativentris) är en fågel i familjen bärpickare inom ordningen tättingar.

## Utbredning och systematik
Strimmig bärpickare delas in i fyra underarter:
- Melanocharis striativentris axillaris – förekommer på västra Nya Guinea (Weylandbergen och Snowbergens sydsluttning)
- Melanocharis striativentris striativentris – förekommer i Central Highlands och bergstrakternas sydsluttning på sydöstra Nya Guinea
- Melanocharis striativentris chrysocome – förekommer i östra Nya Guinea (bergen på Huonhalvön)
- Melanocharis striativentris prasina – förekommer i bergstrakternas nordsluttning i sydöstra Nya Guinea

## Status och hot
Arten har ett stort utbredningsområde, men tros minska i antal, dock inte tillräckligt kraftigt för att den ska betraktas som hotad. Internationella naturvårdsunionen IUCN listar arten som livskraftig (LC).